# Shō Sasaki
Shō Sasaki (佐々 木翔 Sasaki Shō?,  nacido el 30 de junio de 1982 en Hokuto, Hokkaidō) es un jugador de bádminton japonés.

## Carrera
En 2007 ganó el Campeonato Nacional Japonés en individual masculino y 7 torneos internacionales: el Torneo de Bádminton Satelital de Baréin, el Campeonato Internacional Banuinvest, el Desafío Internacional de Osaka, el Internacional de Israel, el Internacional de Mauricio, el Internacional Victoriano y el Internacional Italiano. En los Juegos Olímpicos de Londres 2012, alcanzó los cuartos de final en individuales masculinos, pero perdió ante Lin Dan.

## Títulos

### Campeonatos nacionales
- 2007 - Campeonato Nacional Japonés - Individual masculino

### Campeonatos internacionales
- 2010 - Abierto de Holanda - Individual masculino
- 2010 - Desafío Internacional de Osaka - Individual masculino
- 2011 - Abierto de Australia - Individual masculino
- 2011 - Abierto de Estados Unidos - Individual masculino